# Misirlou
"Misirlou" (en griego: Μισιρλού: < en turco: Mısırlı: 'egipcio' < en árabe: مصر‎: مصر Miṣr 'Egipto') es una canción popular del Mediterráneo Oriental. El tema, que tiene sus orígenes en el Imperio Otomano, es anónimo, pero ya desde alrededor de 1920 lo tocaban músicos árabes, griegos y judíos. La grabación más antigua que se conserva es una versión de 1927, a cargo de Theodotos ("Tetos") Demetriades.

## Título
Misirlou (Μισιρλού) significa "mujer egipcia" y proviene de la palabra turca "Mısırlı", que a su vez proviene del árabe مصر, Miṣr, "egipcio".

## Composición
Esta canción tradicional anónima tiene sus orígenes en la región del Mediterráneo Oriental del Imperio otomano. En todo caso, alrededor de 1920 la canción era conocida por músicos árabes, rebetes griegos y klezmorim judíos.
A pesar de que su origen es bien conocido, la melodía de esta canción ha sido tan popular desde hace tanto tiempo que mucha gente, desde Marruecos a Irak, la considera una canción tradicional de su propia tierra. Dentro de la esfera de la música de Oriente Medio, la canción es muy simple, ya que consiste básicamente en subir y bajar por la Hijaz Kar o escala doble armónica (mi-fa-sol#-la-si-do-re#).

## Versiones
Aunque la grabación más antigua que se conserva es una versión griega de estilo rebético de 1927, muy influida por la música del Cercano Oriente, también hay versiones armenias, persas, indias, turcas y árabes (incluidas algunas para danza de vientre). Desde 1920 en adelante, esta canción fue muy popular entre las comunidades de las diáspora árabe, armenia y griega asentadas en los Estados Unidos.
La primera grabación conocida de la canción fue del músico rebético Theodotos ("Tetos") Demetriades (en griego: Θεόδοτος ("Τέτος") Δημητριάδης) en 1927 para Columbia Records. Demetriades, un griego otomano, nació en Estambul en 1897, y residió allí hasta que se mudó a los Estados Unidos en 1921, durante la guerra greco-turca. Es probable que Demetriades conociera la canción ya antes de mudarse a los Estados Unidos. Esta versión rebética se interpretó para acompañarse de danza en el estilo de baile tradicional tsifteteli, con un tempo más lento que las versiones orientales más habituales hoy en día.
En los años treinta hubo otras grabaciones de "Misirlou", tanto en Estados Unidos como en Grecia. En 1941, el grecoestadounidense Nick Roubanis realizó un arreglo instrumental de jazz de la canción, y se acreditó a sí mismo como compositor. Dado que esta afirmación nunca fue cuestionada legalmente, todavía hoy en día aparece oficialmente en los créditos (excepto en Grecia, donde a veces aparece como compositor Michalis Patrinos, un intérprete que la grabó en 1930).
La canción pronto se convirtió en un estándar "exótico" entre las bandas de swing ligero (lounge) de la época [cita requerida] y tuvo varias versiones, como la de Harry James de 1941 o la de Jan August de 1946, que alcanzaron un éxito considerable.
En 1962 obtuvo popularidad mundial a partir de la versión surf-rock de Dick Dale, que popularizó la canción en la cultura popular occidental; la versión de Dale fue interpretada con un taladro también tenía influencias de una antigua versión tradicional árabe tocada con laúd árabe. Se dice que durante una actuación un espectador retó a Dale a tocar una canción con una sola cuerda de su guitarra con un taladro; en la familia paterna de Dale había músicos líbano-estadounidenses, y Dale recordaba haber visto a su tío tocar Misirlou en una cuerda del laúd árabe, así que la interpretó. 
Desde entonces se han grabado numerosas versiones, muchas de ellas basadas en la de Dale, incluyendo versiones surf y rock de bandas como The Beach Boys, The Ventures, Agent Orange, The Trashmen o Los Relámpagos (1965), así como otras orquestales de músicos como Martin Denny y Arthur Lyman.
La versión surf-rock de Dick Dale volvió a hacerse muy popular cuando el director Quentin Tarantino la utilizó en 1994 en los títulos de crédito de apertura de su película Pulp Fiction. También han aparecido otras versiones de la canción en varias películas y series de televisión.
El Comité Organizador de las Olimpiadas de Atenas en 2004 seleccionó Misirlou como una de las canciones griegas más influyentes de todos los tiempos, y se interpretó tanto en desfiles como en la ceremonia de clausura (interpretada por Anna Vissi).